# Prey (2022)
Prey ist ein Science-Fiction-Film von Dan Trachtenberg. Es ist der fünfte Predator-Film und ein Prequel zu den ersten vier Filmen. Der Film wurde am 5. August 2022 auf Hulu und Disney+ veröffentlicht.

## Handlung
1719, nördliche Great Plains: Die junge Naru vom Volk der Comanchen möchte Jägerin werden, wobei sie dann in ihrem Stamm die einzige Jägerin wäre.
Als ein Stammesmitglied verschwindet, darf sie sich aufgrund ihrer medizinischen Ausbildung und ihrer Fähigkeit zum Fährtenlesen dem Suchtrupp um ihren Bruder Taabe anschließen.
Sie finden den schwer verletzten Vermissten und Naru beginnt sofort, seine tiefen Kratzspuren zu verarzten, während der Rest der Gruppe eine Trage für den Verletzten baut. Anschließend trennt sich die Gruppe. Taabe will dem Tier, vermutlich ein Puma, nachgehen, während Naru und die anderen den Verletzten nach Hause bringen sollen.
Auf dem Weg sieht sie eine gehäutete und zerstückelte Schlange und große Prankenspuren und beschließt, ihren Bruder Taabe zu warnen, dass es noch etwas Gefährlicheres im Wald gibt. Dabei wird sie von einem anderen Mitglied ihrer Gruppe begleitet. Doch ihr Bruder möchte zunächst den Puma töten; also schlägt Naru eine Falle vor, um das Tier zu erwischen. Hierfür wollen sich Naru und ihr Begleiter auf einem Baum verstecken, während Taabe den Puma anlockt. Auf dem Baum redet Narus Begleiter ununterbrochen auf Naru ein, um sie an ihre Rolle als Frau zu erinnern. So kann sich der Puma unbemerkt anschleichen und Narus Begleiter vom Baum zerren. Nun auf sich allein gestellt, bekämpft Naru den Puma, wird allerdings von einem tierisch klingenden Schrei und einem hellen Licht weiter weg abgelenkt, wodurch der Puma sie vom Baum stoßen kann. Sie schlägt sich den Kopf an einem Stein an und wacht zuhause wieder auf.
Dort erfährt sie, dass ihr Bruder sie zurückgebracht hat, bevor er noch einmal loszog, um den Puma endgültig zu töten. Dies gelingt ihm auch und der Stamm feiert seinen Sieg. Als seine Schwester ihn allerdings noch einmal auf die andere, unbekannte Bedrohung im Wald anspricht, wiegelt er ab und erinnert sie daran, dass er es war, der den Puma tötete und sie retten musste.
So beschließt Naru, alleine mit ihrem Hund loszuziehen, um nach dem gefährlichen, unbekannten Wesen zu suchen. Sie entdeckt eine Reihe gehäuteter Büffel und begegnet schließlich einem aggressiven Grizzlybären. Dieser wird jedoch von einer fast völlig transparenten Kreatur – einem Predator – getötet. Als er den Bären getötet hat und voll von seinem Blut ist, erkennt Naru, dass die Kreatur kein Tier ist. Voller Angst flüchtet sie, wird allerdings von einigen ihrer Leute gefunden.
Ihr Bruder hatte diese ausgesandt, um sie zu suchen und zurückzubringen. Als Naru ihnen von dem Predator erzählt, glauben sie ihr nicht und es kommt zum Streit. Dieser wird vom Predator unterbrochen, der die Gruppe aufgespürt hat und angreift. Nach einem ungleichen Kampf, bei dem die Comanchen-Krieger keine Chance haben, werden alle außer Naru getötet. An ihr geht der Predator einfach vorbei, da sie in einer Fußangel gefangen ist und keinen würdigen Gegner darstellt.
Kurz darauf nimmt eine Gruppe französischer Trapper und Voyageurs Naru gefangen. Sie wollen von ihr erfahren, was sie über die Kreatur weiß und offenbaren dabei, dass diese offensichtlich auf der Suche nach starken Gegnern sei. Auch Narus Bruder wurde von dem Trupp gefangen genommen. Nachdem sie keine Informationen von Naru bekommen, beschließen sie, die beiden Gefangenen als Köder zu benutzen.
Naru und Taabe werden an einen Baum gebunden, während der Trupp sich rundum auf die Lauer legt. Unbemerkt nähert sich der Predator und tötet zwei der Franzosen, ehe die anderen ihn überhaupt entdecken. Beim Anblick der Kreatur entsteht Panik und der französische Trupp beginnt einen Kampf, bei dem sich schnell die Überlegenheit des Predators zeigt. Naru und Taabe gelingt währenddessen die Flucht. Taabe will Pferde besorgen, wohingegen Naru zurück ins Lager will, um ihren Hund zu retten.
Dort wird sie von einem der Trapper angefleht, ihm zu helfen, da er schwer verletzt ist. Als Gegenleistung erklärt er ihr, wie eine Schusswaffe funktioniert. Sie gibt ihm eine pflanzliche Medizin, die sein Blut kühlt, wird aber in der weiteren Behandlung unterbrochen, als der Predator das Lager betritt. Wegen der Medizin und seiner Infrarotsicht geht er anscheinend davon aus, dass der Trapper tot sei. Erst als der Predator auf den Trapper tritt, der deshalb ein Lebenszeichen von sich gibt, tötet er ihn. Naru erkennt dadurch die Schwäche des Predators: dass er Menschen mit niedriger Körpertemperatur nicht in seiner Infrarotsicht erkennen kann.
In diesem Moment greift Taabe vom Pferd an und rammt einen Speer durch den Hals des Predators. Dabei schlägt er ihm die Maske von Kopf, wodurch die Bolzen, die mit ihrer Hilfe abgefeuert werden, daneben gehen. Es entsteht ein Kampf zwischen Taabe, Naru und dem Predator, der damit endet, dass er sich nach einigen Treffern Taabes unsichtbar macht und diesen dann von hinten tötet.
Naru kann fliehen und entdeckt den überlebenden Anführer der Trapper. Wütend über den Tod ihres Bruders entwickelt sie einen Plan den Predator zu töten. Den Anführer benutzt sie als Köder, um die Kreatur anzulocken. Mit Hilfe der Medizin senkt sie ihre Temperatur und wird deshalb vom Predator nicht entdeckt, als dieser den Trapper töten kommt. Von hinten schießt sie dem Predator in den Kopf. Dabei verliert er die Maske, die Naru an sich nimmt. Sie bringt sie an einer Böschung an und wartet dort auf den Predator. Es entbrennt ein Kampf, bei dem Naru gezielt die Waffen des Predators gegen ihn einsetzt. Auch seinem Schild, dem viele Trapper zum Opfer fielen, kann sie entgehen. Mit Hilfe ihres an ein Seil gebundenen Beils kann sie dann den Predator zum Stolpern bringen und stößt ihn in ein Sumpfloch. Doch er erhebt sich daraus noch einmal und will Naru angreifen. Dabei aktiviert er auch die Laserzielvorrichtung der Maske, die immer noch an der Böschung hängt. Seine Bolzenwaffe trifft ihn deshalb selbst, als er sie auf Naru abfeuert.
Mit dem Kopf des Predators kehrt Naru zu ihrem Stamm zurück und warnt alle, dass die Gegend zu gefährlich geworden sei und sie umziehen müssen. Vom Stamm wird Naru nun als echte Kriegerin angesehen und zum neuen Häuptling gekrönt.

## Synchronisation
Die deutschsprachige Synchronisation entstand nach einem Dialogbuch von Klaus Bickert und unter der Dialogregie von Tobias Meister im Auftrag der Berliner Iyuno-SDI Group Germany.
| Darsteller              | Sprecher                  | Rolle                  |
| ----------------------- | ------------------------- | ---------------------- |
| Amber Midthunder        | Laura Oettel              | Naru                   |
| Cody Big Tobacco        | Michel Diercks            | Ania                   |
| Michelle Thrush         | Anna Dramski              | Aruka                  |
| Mike Paterson           | Imtiaz Haque              | Big Beard              |
| Julian Black Antelope   | Dirc Simpson              | Chief Kehetu           |
| Nelson Leis             | Dirc Simpson              | gewachster Schnurrbart |
| Tymon Carter            | Sebastian Borucki         | Huupi                  |
| Harlan Blayne Kytwayhat | Florian Clyde             | Itsee                  |
| Corvin Mack             | Michel Diercks            | Paaka                  |
| Samuel Marty            | Sascha Krüger             | Puhi                   |
| Stephan Schroeder       | Sascha Krüger             | Rambert                |
| Bennett Taylor          | Karim El Kammouchi        | Raphael                |
| Troy Mundle             | Sebastian Borucki         | Spyglass               |
| Dakota Beavers          | Constantin von Jascheroff | Taabe                  |
| Stormee Kipp            | Konrad Bösherz            | Wasape                 |

## Trivia
Die Vorproduktion des Films begann gleichzeitig mit der Produktion von Predator – Upgrade (2018). Ursprünglich war ein R-Rating anvisiert.
Die Dreharbeiten waren im Jahr 2021 in Calgary vorgesehen. Im September desselben Jahres waren die Dreharbeiten abgeschlossen.
Der Film enthält einige deutliche Anspielungen auf andere Teile der Predator-Reihe:
- Dazu zählt das Zitat „Wenn es blutet, können wir es töten“ aus Predator (1987).
- Gegen Filmende wird die Steinschloss-Pistole mit der Inschrift Raphael Adolini 1715, deren Herkunft nun bekannt ist, aus Predator 2 (1990) in den Händen des Hauptcharakters gezeigt.

Im Abspann fliegen mehrere Raumschiffe auf das Dorf der Comanchen zu.
Es gibt eine alternative Synchronfassung in Comanche (Nʉmʉ Tekwapʉ, Aussprache: Nɨmɨ tekʷapɨ ‚Sprache des Volkes‘).

## Rezeption

### Kritiken
Das Filmmagazin Neon Zombie hielt fest, dass „die bekannte Handlung und der zu erwartende Verlauf der Storyline […] lediglich auf ein neues Setting übertragen [wird]“. Dieses würde man allerdings „kreativ, packend und ohne Längen“ präsentieren.
Laut Rotten Tomatoes erhielt der Film bei über 5000 Zuschauerrezensionen zu 72 % positive Rückmeldungen. 93 % der 260 Filmkritiker bewerteten Prey positiv.

### Auszeichnungen
Chicago Film Critics Association Awards 2022
- Nominierung als Vielversprechendste Schauspielerin (Amber Midthunder)[10]

Cinema Audio Society Awards 2023
- Nominierung für die Beste Tonmischung in einem Fernsehfilm oder einer Miniserie (Ron Osiowy)[11]

Critics’ Choice Super Awards 2023
- Nominierung als Bester Science-Fiction-/Fantasyfilm
- Nominierung als Beste Schauspielerin in einem Science-Fiction-/Fantasyfilm (Amber Midthunder)[12]

Eddie Awards 2023
- Nominierung für den Besten Schnitt in einem Fernsehfilm (Angela M. Catanzaro & Claudia Castello)[13]

Fangoria Chainsaw Awards 2023
- Nominierung als Bester Streamingfilm
- Nominierung als Beste Hauptdarstellerin (Amber Midthunder)
- Nominierung für das Beste Kostümdesign (Stephanie Portnoy Porter)
- Nominierung für die Besten Kreaturen-Spezialeffekte (Alec Gillis & Tom Woodruff junior)[14]

Golden Reel Awards 2023
- Auszeichnung für den Besten Tonschnitt eines Fernsehfilms (Chris Terhune & Will Files)[15]

Primetime-Emmy-Verleihung 2023
- Nominierung als Bester Fernsehfilm
- Nominierung für die Beste Regie in einer Miniserie oder einem Fernsehfilm (Dan Trachtenberg)
- Nominierung für das Beste Drehbuch einer Miniserie oder eines Fernsehfilms (Dan Trachtenberg)
- Nominierung für die Beste Musik in einer Miniserie oder einem Fernsehfilm (Sarah Schachner)
- Nominierung für den Besten Schnitt in einer Miniserie oder einem Fernsehfilm (Angela M. Catanzaro & Claudia Castello)
- Auszeichnung für den Besten Tonschnitt in einer Miniserie oder einem Fernsehfilm (Chris Terhune, Will Files, Jessie Anne Spence u. a.)[16]

Producers Guild of America Awards 2023
- Nominierung als Bester Streamingfilm[17]

Saturn-Award-Verleihung 2024
- Nominierung als Bester Science-Fiction-Film
- Nominierung als Beste Hauptdarstellerin (Amber Midthunder)
- Nominierung für das Beste Make-up (Alec Gillis & Tom Woodruff Jr.)